# Baronnet Burrard
Deux titres de baronnet Burrard ont été créés. Le premier a été créé dans l'ordre de Grande-Bretagne le 3 avril 1769 et s'est éteint en 1965. Le second a été créé dans l'ordre du Royaume-Uni le 12 novembre 1807 et s'est éteint en 1870.

## Baronnets Burrard de Walhampton, Hampshire (1769)
- Sir Harry Burrard, 1st Baronet (1707–1791)
- Sir Harry Burrard-Neale, 2nd Baronet (1765–1840)
- Sir George Burrard, 3rd Baronet (1796–1856)
- Sir George Burrard, 4th Baronet (1805–1870)
- Sir Harry Burrard, 5th Baronet (1818–1871)
- Sir Harry Paul Burrard, 6th Baronet (1846–1933)
- Sir Sidney Gerald Burrard, 7th Baronet (1860–1943)
- Sir Gerald Burrard, 8th Baronet (1888–1965)

## Baronnets Burrard de Lymington, Hampshire (1807)
- Sir Harry Burrard, 1st Baronet (1755–1813)
- Sir Charles Burrard, 2d Baronet (1793–1870)